# Sérieuse (1779)
La Sérieuse est une frégate de classe Magicienne portant 32 canons lancée en 1779 pour la Marine royale française. En 1794, elle capture le HMS Speedy au large de Nice. En 1798, elle participe à la bataille d'Aboukir et est coulée la nuit suivante par le HMS Orion. Sa fin fera notamment l'objet d'un poème d'Alfred de Vigny, intitulé « La Frégate La Sérieuse ou La Plainte du capitaine », composé en 1828 et intégré au Livre Moderne de ses Poèmes antiques et modernes en 1837.